# Elasmus telicotae
Elasmus telicotae är en stekelart som beskrevs av Alan Parkhurst Dodd 1917. Elasmus telicotae ingår i släktet Elasmus och familjen finglanssteklar. Inga underarter finns listade i Catalogue of Life.